# Nerechtskij rajon
Il Nerechtskij rajon (in russo Нерехтский район?) è un rajon dell'Oblast' di Kostroma, nella Russia europea; il capoluogo è Nerechta. Ricopre una superficie di 1.140 chilometri quadrati e nel 2010 ospitava una popolazione di circa 37.500 abitanti.